# Museo Etnológico de Navarra
El Museo Etnológico de Navarra 'Julio Caro Baroja' es un museo creado en 1994 por el Gobierno de Navarra sobre etnología y que actualmente está situado de forma provisional en la localidad navarra de Estella.

## Historia
Este museo se crea en 1994 con sede en el monasterio de Santa María la Real de Irache (Ayegui). En 1995 se acuerda dar el nombre de “Julio Caro Baroja”, en honor de uno de sus mayores impulsores, aparte de gran investigador de todo lo concerniente a la Comunidad Foral de Navarra.
El proyecto museológico, definido para el año 1997, nunca ha llegado a ejecutarse, ya que en 2005 y tras acordar el Gobierno de Navarra la cesión al Estado del monasterio para la construcción de un nuevo Parador Nacional, la colección tuvo que ser trasladada en 2007 a un almacén provisional en Estella, donde se encuentra actualmente a la espera de que se concrete el destino definitivo de esta institución.

## Situación actual
Se encuentra localizado de forma provisional en Estella.
Para el personal investigador se puede concertar una cita con los responsables con fines de estudio y documentación, y de forma ocasional, se realizan visitas guiadas en lugares alternativos con la finalidad de poder ofrecer el contenido del museo al público en general.
A pesar del aumento de visitas en otros museos de la comunidad foral, este museo recibió durante el año 2013 únicamente la visita de 83 personas, aumentando hasta las 101 personas en el 2014, como consecuencia de la falta de una ubicación definitiva y el libre acceso normalizado a las instalaciones.

## Objetivos
Los objetivos de esta institución son los siguientes:
- Conservar, documentar y difundir sus colecciones.
- Desarrollar el proyecto de apertura al público.
- Estudiar y documentar el patrimonio etnológico de la Comunidad Foral de Navarra.
- Comunicar a la sociedad su tarea científica.